# Jumalten aika
Jumalten aika (Era dos Deuses) é o sétimo álbum da banda finlandesa de pagan metal Moonsorrow. Foi lançado dia 1 de abril de 2016 pela gravadora Century Media.

## Faixas
| N.º            | Título                                            | Tradução                                       | Duração |  |
| 1.             | "Jumalten aika"                                   | A era dos deuses                               | 12:43   |  |
| 2.             | "Ruttolehto incl. Päivättömän päivän kansa"       | Bosque da pestilência. Pessoas do dia sem dias | 15:21   |  |
| 3.             | "Suden tunti"                                     | Hora do lobo                                   | 7:06    |  |
| 4.             | "Mimisbrunn"                                      | Poço de Mímir                                  | 15:55   |  |
| 5.             | "Ihmisen aika (Kumarrus pimeyteen)"               | A Era do Homem (Um arco na escuridão)          | 16:00   |  |
| 6.             | "Soulless" (Grave cover; faixa bonus)             |                                                | 3:18    |  |
| 7.             | "Non Serviam" (Rotting Christ cover; faixa bonus) |                                                | 5:10    |  |
| Duração total: | Duração total:                                    | Duração total:                                 | 75:33   |  |

## Colocações
| Colocação (2016)                      | Melhor posição |
| ------------------------------------- | -------------- |
| Áustria (Ö3 Austria Top 40)           | 44             |
| Finlândia (Suomen virallinen lista)   | 1              |
| Alemanha (Offizielle Deutsche Charts) | 33             |
| Suíça (Schweizer Hitparade)           | 32             |